# Bohdan Bondarew
Bohdan Bondarew, ukr. Богдан Бондарев (ur. 2 czerwca 1974 w Doniecku) – ukraiński kolarz szosowy jeżdżący w barwach polskich grup kolarskich Mróz, CCC – Polsat, Action ATI. Uczestnik Letnich Igrzysk Olimpijskich w Atlancie (1996).
W 2006 roku podczas wyścigu Trzy dni De Panne w próbkach jego krwi pobranej podczas kontroli antydopingowej, wykryto podwyższone stężenie retikulocytów, w wyniku czego został wycofany przez zespół z rywalizacji.
Od 2011 roku Bondarew znajduje się w sztabie zarządzającym ukraińskiej grupy kolarskiej ISD Continental Team.